# 시비왕 (고리국)
시비왕(施比王)은 고리국(槀離國)의 국왕(國王)이다.

## 후손
정야조(淨野造), 탁고지(卓杲智)

## 같이 보기
신찬성씨록